# トッド・フィールド
トッド・フィールド（Todd Field, 1964年2月24日 - ）は、アメリカ合衆国の俳優、映画監督、脚本家。

## 略歴
カリフォルニア州ポモナで生まれ、オレゴン州で育つ。ポートランドの高校を卒業後にニューヨークへ移り、演技を学ぶ。
俳優として活動しつつ、1980年代半ばには映画製作も始める。映画監督のカール・フランクリンに勧められてアメリカ映画協会で映画製作を学び、短編映画を製作するようになる。
2001年に初長編監督作である『イン・ザ・ベッドルーム』がサンダンス映画祭で上映されると批評家陣から絶賛され、大賞受賞は逃したものの演技部門で主演の夫婦を演じたトム・ウィルキンソンとシシー・スペイセクが審査員賞を受賞。更に第73回アカデミー賞では、サンダンス映画祭に出品された映画史上初となるアカデミー作品賞候補となり、それ以外にも自身の脚色賞をはじめ、5部門にノミネートされた。その後、2006年の『リトル・チルドレン』ではケイト・ウィンスレットとタッグを組み、第79回アカデミー賞では再び自身の脚色賞を含む3部門にノミネートされた。
しかし、その後は10年以上に渡ってメガホンを握る機会が無くなり、2022年の『TAR/ター』が16年振りの監督作となった。本作では主演の指揮者を演じたケイト・ブランシェットがヴェネツィア国際映画祭で女優賞を受賞。第95回アカデミー賞では作品賞を含む6部門にノミネートされ、自身も初となる監督賞候補となった。

## 主な作品

### 出演
- ラジオ・デイズ Radio Days (1987)
- シャドー・メーカーズ Fat Man and Little Boy (1989)
- スリープ・ウィズ・ミー Sleep With Me (1994)
- ツイスター Twister (1996)
- アイズ ワイド シャット Eyes Wide Shut (1999)
- ホーンティング The Haunting (1999)

### 監督作品
- イン・ザ・ベッドルーム In the Bedroom (2001)
- リトル・チルドレン Little Children (2006)
- TAR/ター TÁR (2022)